# Hyperband
Hyperband (rozszerzone pasmo specjalne) – dodatkowe pasmo telewizyjne w zakresie od 302 do 470 MHz, zawierające kanały specjalne S18 do S38, wykorzystywane przez telewizję kablową. Starsze odbiorniki telewizyjne mogą go nie posiadać, dlatego nie odbierają wszystkich dostępnych kanałów z telewizji kablowej.